# Olive Garden
Olive Garden is een restaurantketen, opgericht in 1982 door General Mills in Orlando in de Amerikaanse staat Florida.

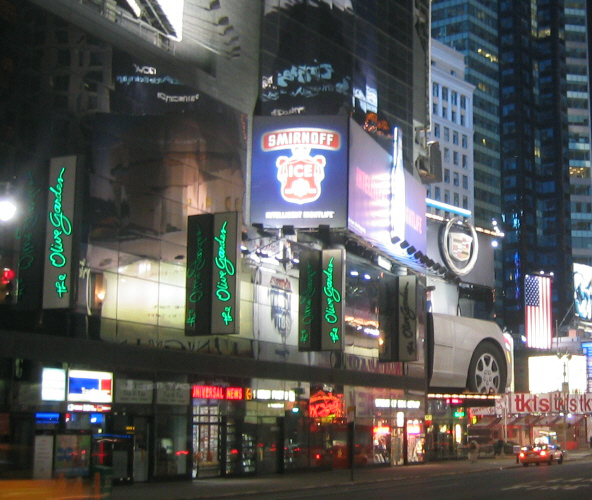
Olive Garden-restaurant bij Times Square in New York

De keten werd later door General Mills afgestoten als onderdeel van een nieuwe onderneming van restaurantketens. Deze nieuwe onderneming, Darden Restaurants, heeft onder meer Red Lobster en LongHorn Steakhouse als merken.
In 2015 had Olive Garden 800 restaurants wereldwijd.